# Юджийн Леви
Юджийн Леви (на английски: Eugene Levy) (роден на 17 декември 1946 г.) е канадски актьор, комик, продуцент, режисьор, музикант и сценарист.
Най-известен е с ролята си на Ноа Левънстийн във филмовата поредица „Американски пай“ и е единственият, който се появява във всичките 8 филма.